# Tove Waltenburg
Tove Lisbeth Waltenburg Hellborg, född 10 juli 1935 i Frederiksberg i Danmark, död 27 oktober 1996 i Göteborg, var en svensk skådespelare. 
Waltenburg är mest känd som Elisabeth Dahl i de fem första säsongerna av Bengt Bratts TV-serie Hem till byn som sändes 1971–1995.

## Biografi
Tove Waltenburg spelade först på Marsyasteatern i Gamla stan som fortfarande leddes av grundaren Ise Morssing. I Bernhard Krooks uppsättning av Gorkijs Natthärbärget våren 1962 spelade hon Natasja med Rolf Larsson som Satin och Anna-Lisa Westergård som Vasilisa.
Waltenburg gjorde 1963 titelrollen i den norska klassikern Esther av Sigbjörn Obstfelder följt av Jeanette i Anouilhs Romeo och Jeanette. I Patricia Brodericks Hästar kan inte spela piano som Maud Backéus satte upp gjorde hon Molly Berenger och Rune Bergman var Herbert Berenger. Håkon Svenson och Rut Cartéus fanns i rollistan också.
År 1965 gjorde hon sin filmdebut med rollen som Ebba i Peter Kylbergs Jag, med Christer Banck i titelrollen. I andra roller fanns Ove Tjernberg, Agneta Anjou-Schrammel, Börje Nyberg och Margaretha Krook som busschaufför.
År 1965 engagerades hon till Folkteatern i Göteborg av teaterchefen Claes Sylwander. Hon debuterade i hans uppsättning av Jean Anouilhs Dans under stjärnorna med Folke Sundquist, Ingalill Söderman, Irma Erixson, Folke Hjort och Iwar Wiklander med flera. Hon gjorde därefter Åse i Ibsens Peer Gynt med Iwar Wiklander i titelrollen. Hon gjorde Lise i Goethes Faust hösten 1966 när Hanskarl Zeiser gästregisserade. 
Tove Waltenburg spelade Elisabeth Dahl i Bengt Bratts TV-serie Hem till byn som sändes med sex avsnitt 1971. Elisabeth är ingift i familjen Dahl genom äktenskapet med Mattias Dahl och de har sonen Lars-Erik. Mattias Dahl spelades av Ulf Qvarsebo och Lars-Erik av Ulf Dohlsten. Släktens överhuvud Ragnar Dahl spelades av Sture Ericson. Elisabeths mor spelades av Gertrud Bodlund. Waltenburg har också scener med Kerstin Tidelius, Lars Green och Christel Körner.  
Waltenburg, Qvarsebo och Dohlsten var med i avsnitten som sändes 1973, 1976 och 1990. I den omgång som sändes 1995 var Tove Waltenburg och Ulf Dohls den enda av skådespelarna i familjen Dahl som levde.
Tove Waltenburg medverkade i ett dussin TV-produktioner.
Waltenburg återkom till scenen för ett gästspel på Malmö Stadsteater våren 1981 då hon gjorde Frida i Farmor och vår herre med Agneta Prytz som Farmor. I ensemblen fanns också Lars Humble, Göte Fyhring. Emy Storm och John Zacharias med flera.

## Övrigt
Waltenburg är mor till musikern Jonas Hellborg.
Tove Waltenburg är begravd på Västra kyrkogården, Göteborg.

## Filmografi
- 1966 – Jag
- 1969 – Friställd (TV-serie)
- 1970 – Endräkt
- 1971 – Fosterbarn (TV-serie)
- 1971–1995 – Hem till byn (TV-serie)
- 1977 – Soldat med brutet gevär (TV-serie)
- 1977 – Olle Blom - Reporter (TV-serie)
- 1979 – Charlotte Löwensköld
- 1979 – Rädsla (TV-serie)
- 1983 – Från Mörkhult till Snällebo
- 1983 – Torsten och Greta (TV-serie)
- 1986 – Kulla-Gulla (TV-serie)
- 1988 – Kuriren (TV-serie)